# Seilzug (Klettern)
Der Seilzug ist beim Klettern eine Kraft, die der Kletterer zusätzlich zur Gewichtskraft des Kletterseils aufbringen muss, um beim Nachziehen des Seils die Reibung an Felsunebenheiten oder an Sicherungspunkten (Karabinern) zu überwinden. Diese Kraft ist umso größer, je mehr Richtungswechsel im Seilverlauf durch Felskontakt oder Sicherungspunkte auftreten, und je spitzer die Umlenkwinkel sind. Im Extremfall kann der Seilzug so groß werden, dass ein Weiterkommen nicht mehr möglich ist.
Die Größe des Seilzugs lässt sich mit Hilfe der Euler-Eytelwein-Formel für eine beliebige Anordnung von Richtungsänderungspunkten berechnen. Der Seilzug kann durch ein „effektives Seilgewicht“ veranschaulicht werden, das immer größer oder gleich dem reinen Seilgewicht ist. Dieses „effektive Seilgewicht“ wächst exponentiell mit der Summe aller Winkel, die entstehen, wenn der Kletterer eine Richtungsänderung im Seilverlauf erzeugt.
Dabei wirken sich „frühe Einhängfehler“ (an tiefer liegenden Sicherungspunkten) nicht so stark aus wie „späte Einhängfehler“, da die weiter oben liegenden Punkte mit entsprechend mehr Eigengewicht des Seiles vorbelastet sind. In der Konsequenz ist eine Begradigung des Seilverlaufs durch längere Expressschlingen besonders wichtig, wenn bereits viel Seil ausgegeben worden ist.